# ライフ計画事務所
ライフ計画事務所（らいふけいかくじむしょ）は、日本のランドスケープコンサルタント。都市公園・緑地やスポーツ施設等をはじめ、自然環境やレクリエーション施設に関する調査・計画および設計や施工管理を行っている。
所在地：東京都江東区亀戸六丁目58番12
創業者の鍵山喜昭（KAGIYAMA Yoshiaki）は、日本のランドスケープアーキテクト。技術士で林業部門技術士会副会長を歴任。ほか、日本造園コンサルタント協会副会長など歴任。
千葉県立長生高等学校（1953（昭和28）年卒）から千葉大学園芸学部旧造園学科に進学し、1957（昭和32）年に卒業。第17回（1995年）日本公園緑地協会北村賞受賞。
著書（共著）に『造園実務必携』（朝倉書店、2018年）『ランドスケープデザイン 77'-'85 生活・都市・環境』（　日本造園コンサルタント協会編集委員会・日本造園コンサルタント協会　1985年）
など。
主な作品
- 長嶋茂雄記念岩名球場バックネット（佐倉市、2020年）

- 中野区「平和の森公園」（昭和60年度日本造園学会賞）[2][3]

- 第29回全国都市緑化フェアTOKYO・井の頭恩賜公園会場[4]（ランドスケープコンサルタンツ協会CLA賞設計部門　最優秀賞、2013）[5]

- 諏訪団地屋外環境整備[6]他多摩ニュータウン周辺の屋外環境整備、天王町団地造園再整備その他工事変更設計[7] - UR都市機構など、都市再生機構の一連の業務

- 大安場史跡公園（福島県郡山市、2015）[8]
- 習志野市緑の基本計画[9]

- 中央・通町公園（千葉市中央区）[10]

- 越前堀児童公園（東京都中央区新川、平成29年）
- 横浜市高島中央公園（みなとみらい21中央地区）[11]

- 市野谷の森公園（千葉県流山市三輪野山）[12]
- 津波避難施設設計（城之内築山、竜宮台築山）[13]

- 千葉県八千代広域公園見直基本設計[14]
- 野川公園（東京都三鷹市大沢）[3]
- 府中の森公園（東京都府中市、1986～1990年）[3]
- 荒川区あらかわ遊園改修計画・設計（東京都荒川区、1986～1990年）[3]
- 幕張海浜公園・美浜園（日本庭園、千葉県千葉市美浜区、1981～1995年）[3]
- 木場公園全体基本計画・都市緑化植物園（東京都江東区木場、1997～1999年）[3]

- 平成21年度みどりのiプラザ企画展（日比谷公園、都市公園コンクール管理運営部門審査委員会特別賞）[15]

- 第25回全国都市緑化ぐんまフェア高崎まちなか会場修景・演出計画（2009、ランドスケープコンサルタンツ協会賞（CLA賞）調査･計画部門　優秀賞）

- 小平自然の里公園（群馬県多野郡鬼石町）[16]

- 幕張・メッセモール[17]

主な著書
- 『「カタツムリ」の歩み―石黒建設百年史編纂委員会 編創立20周年記念作品集』（鍵山喜昭/編集　斉藤房男、株式会社ライフ計画事務所、平成5年2月）
- 『東日本大震災時の都市部での帰宅困難者の避難及び帰宅行動に関する調査・研究～公園等オープンスペースの利用検証～』（公益財団法人都市防災美化協会、株式会社ライフ計画事務所企画編集、公益財団法人都市防災美化協会、2013）
- 『新奥の細道整備計画調査報告書』
- 災美化協会・ライフ計画事務所「東日本大震災時の都心部での帰宅困難者の避難及び帰宅行動に関する調査・研究」19『防災公園の計画・設計に関するガイドライン(案)  平成27年9月改訂版』『防災公園の計画・設計・管理運営ガイドライン(改訂第2版) 』（国土交通省都市局公園緑地・景観課[他]、国土交通省, 2015年9月、国土技術政策総合研究所資料 )